# Křesťanské Vánoce
Křesťanské Vánoce je projekt, jehož cílem je přiblížit duchovní poselství těchto svátků pro nejširší veřejnost. Vznikl v brněnské diecézi, kde byly již od roku 2007 organizovány návštěvy betlémů, od roku 2012 je pak pořádán celostátně a má jednotný vizuální styl. Může se k němu připojit každá farnost (popřípadě sbor) římskokatolické církve nebo jiné církve, která je členem Ekumenické rady církví. 
Projekt přibližuje nejširší veřejnosti duchovní poselství křesťanského adventu a Vánoc prostřednictvím přehledné nabídky programů adventního a vánočního času jednotlivých křesťanských farností a sborů, která je zveřejněna na informačním webovém portálu s jednotným vizuálním stylem. V nabídce adventních programů najdou návštěvníci adventní koncerty, mikulášské besídky, rorátní mše svaté, průvody světla, adventní duchovní obnovy, ale i časový rozpis, kdy je možné odnést si domů Betlémské světlo. Mezi vánoční nabídkou programů nechybí oblíbené možnosti návštěvy betlémů v jednotlivých kostelech ,půlnoční bohoslužby, slavnostní vánoční či novoroční bohoslužby, vánoční koncerty, vánoční představení živého betléma, obřady žehnání vína, obnova manželských slibů, silvestrovské děkovné bohoslužby či Tříkrálové koleda.